# Opération Chesterfield
L'opération Chesterfield est le nom donné à l'assaut de la 1re Division d'infanterie canadienne sur la ligne Hitler en mai 1944 durant la Seconde Guerre mondiale. La ligne Hitler était une ligne de défense fortifiée allemande située au sud de Rome. 
L'opération Chesterfield fait partie de la campagne d'Italie, lancée par les Alliés en juillet 1943.
L'opération s'est terminée par le repli des forces allemandes.

## Source
- (en) Cet article est partiellement ou en totalité issu de l’article de Wikipédia en anglais intitulé « Operation Chesterfield » (voir la liste des auteurs).